# Lachnoptera hecataea
Lachnoptera hecataea är en fjärilsart som beskrevs av William Chapman Hewitson. Lachnoptera hecataea ingår i släktet Lachnoptera och familjen praktfjärilar. Inga underarter finns listade i Catalogue of Life.